# Iris Strubegger
Iris Strubegger (Schwarzach im Pongau, 21 luglio 1984) è una modella austriaca.

## Carriera
Iris Strubegger inizia la propria carriera di modella nel 2001 all'età di diciassette anni, quando mentre si trovava a New York viene notata da un agente, che le fa ottenere un contratto con la Elite Model Management l'anno seguente. Il suo debutto avviene nel 2003, sulle passerelle di Calvin Klein. Nel gennaio dello stesso viene scelta per essere la testimonial di Armani Collezioni by Giorgio Armani. Compare inoltre sulle riviste i-D e The Face. Nonostante tutto, poco tempo dopo la Strubegger decide di abbandonare l'industria della moda.
Il suo ritorno sulle scen avvine quattro anni dopo, nel 2007. La modella firma un nuovo contratto con la to Supreme Management a New York e con la Women Management a Parigi e Milano. La sua carriera riparte, aprendo le sfilate di Valentino e di Dries van Noten. Soltanto nella stagione primavera/estate 2009 Iris Strubegger apparirà in ben settanta sfilate, a cui se ne aggiungono altre ottanta per la stagione autunno/inverno.. Fra le altre griffe per cui la modella ha lavorato si possono ricordare Narciso Rodriguez, Dolce & Gabbana, Alexander McQueen e Sonia Rykiel.
La strubegger è stata inoltre protagonista delle campagne pubblicitarie di Balenciaga, Pepe Jeans, Pollini e D&G. Nel maggio 2009, Iris Strubegger è diventato il nuovo volto di Givenchy, insieme a Mariacarla Boscono ed Adriana Lima.

## Agenzie
- Elite Model Management - New York
- Place Model Management
- Models 1 Agency
- Supreme Management
- Women Management - Milano, Parigi